# People's Choice Classic 2019
La 14.ª edición de la clásica ciclista People's Choice Classic se celebrará el 13 de enero de 2019 en Australia por los alrededores de la ciudad de Adelaida sobre un recorrido de 50,6 kilómetros
La carrera es un critérium de exhibición, no oficial de categoría .NE que forma parte del Tour Down Under que se lleva a cabo dos días antes del inicio de la carrera.
La carrera fue ganada por el corredor australiano Caleb Ewan del equipo Lotto Soudal, en segundo lugar Peter Sagan (Bora-Hansgrohe) y en tercer lugar Alexander Edmondson (Mitchelton-Scott).

## Equipos participantes
Tomaron parte en la carrera 19 equipos: 18 de categoría UCI WorldTeam; y la selección nacional de Australia.
| WorldTeams (18)- AG2R La Mondiale - Astana - Bahrain-Merida - Bora-hansgrohe - CCC Team - Deceuninck-Quick Step - Dimension Data - EF Education First - Groupama-FDJ - Team Jumbo-Visma - Lotto Soudal - Mitchelton-Scott - Movistar Team - Katusha-Alpecin - Sky - Team Sunweb - Trek-Segafredo - UAE Team Emirates translation for headoftableIII_translate index 39 not found- UniSA-Australia |
| |

## Clasificaciones finales
- Las clasificaciones finalizaron de la siguiente forma:[3]

### Clasificación general
| \| Clasificación general \| Clasificación general \| Clasificación general \| Clasificación general \| Clasificación general \| \| Ciclista \| Ciclista \| Equipo \| Tiempo \| \| \| --------------------- \| --------------------- \| --------------------- \| --------------------- \| --------------------- \| \| 1.º \| Caleb Ewan \| Lotto-Soudal \| 1 h 03 min 59 s \| \| \| 2.º \| Peter Sagan \| Bora-Hansgrohe \| + 0 s \| \| \| 3.º \| Alexander Edmondson \| Mitchelton-Scott \| + 0 s \| \| \| 4.º \| Roger Kluge \| Lotto-Soudal \| + 2 s \| \| \| 5.º \| Daniel Oss \| Bora-Hansgrohe \| + 4 s \| \| \| 6.º \| Owain Doull \| Team Sky \| + 5 s \| \| \| 7.º \| Luke Rowe \| Team Sky \| + 9 s \| \| \| 8.º \| Luis León Sánchez \| Astana \| + 9 s \| \| \| 9.º \| Marco Haller \| Katusha-Alpecin \| + 9 s \| \| \| 10.º \| Fran Ventoso \| CCC Team \| + 9 s \| \| \| 11.º \| Davide Ballerini \| Astana \| + 9 s \| \| \| 12.º \| Mikkel Honoré \| Deceuninck-Quick Step \| + 9 s \| \| \| 13.º \| Tobias Ludvigsson \| Groupama-FDJ \| + 17 s \| \| \| 14.º \| Dylan van Baarle \| Team Sky \| + 17 s \| \| \| 15.º \| Lluís Mas \| Movistar Team \| + 17 s \| \| |                     |                       |                 |
| |                     |                       |                 |
| Fuentes: Cycling Quotient Cycling Archives |                     |                       |                 |
| Clasificación general |                     |                       |                 |
| Ciclista | Ciclista            | Equipo                | Tiempo          |
| 1.º | Caleb Ewan          | Lotto-Soudal          | 1 h 03 min 59 s |
| 2.º | Peter Sagan         | Bora-Hansgrohe        | + 0 s           |
| 3.º | Alexander Edmondson | Mitchelton-Scott      | + 0 s           |
| 4.º | Roger Kluge         | Lotto-Soudal          | + 2 s           |
| 5.º | Daniel Oss          | Bora-Hansgrohe        | + 4 s           |
| 6.º | Owain Doull         | Team Sky              | + 5 s           |
| 7.º | Luke Rowe           | Team Sky              | + 9 s           |
| 8.º | Luis León Sánchez   | Astana                | + 9 s           |
| 9.º | Marco Haller        | Katusha-Alpecin       | + 9 s           |
| 10.º | Fran Ventoso        | CCC Team              | + 9 s           |
| 11.º | Davide Ballerini    | Astana                | + 9 s           |
| 12.º | Mikkel Honoré       | Deceuninck-Quick Step | + 9 s           |
| 13.º | Tobias Ludvigsson   | Groupama-FDJ          | + 17 s          |
| 14.º | Dylan van Baarle    | Team Sky              | + 17 s          |
| 15.º | Lluís Mas           | Movistar Team         | + 17 s          |